# Jennifer's Body
Jennifer's Body, título traducido como Diabólica tentación, es una película de terror sobrenatural y comedia de 2009, escrita por Diablo Cody y dirigida por Karyn Kusama. La película está protagonizada por Megan Fox, Amanda Seyfried, Johnny Simmons, y Adam Brody. Fox interpreta a una chica de secundaria poseída por demonios que mata a sus compañeros de clase, y su mejor amiga se esfuerza por detenerla. La película se estrenó en el Toronto International Film Festival en 2009 y se estrenó en Estados Unidos y Canadá el 18 de septiembre de 2009.
Trabajando con Cody de nuevo después de sus esfuerzos de colaboración en la película Juno, Jason Reitman declaró que él y sus productores "quieren hacer películas inusuales". Cody dijo que quería que la película hablara sobre el empoderamiento femenino y explorara las complejas relaciones entre las mejores amigas.
La película tuvo una actuación deslucida en la taquilla de América del Norte, ganando $2.8 millones en su día de apertura y $6.8 millones en su fin de semana de apertura, y recibió críticas mixtas. Mientras que las críticas negativas criticaron la narrativa y, específicamente, la premisa de terror/comedia por "fallar en ser lo suficientemente graciosa o aterradora como para satisfacer", las críticas positivas elogiaron la película por su diálogo, a Megan Fox y las actuaciones de apoyo, y la resonancia emocional.

## Trama
Jennifer Check (Megan Fox) es una estudiante popular de su escuela. Vive en Caldera del Diablo, un pequeño pueblo bautizado así por tener una catarata del mismo nombre caracterizada por terminar en un remolino cuyo fin es desconocido. Científicos han tirado elementos para ver si emergían en algún lado, sin ningún resultado. Su mejor amiga es Needy (Amanda Seyfried), una chica insegura e inteligente que secretamente está enamorada de ella.
Una noche, cuando van a ver a una banda de indie rock, llamada Low Shoulder, Jennifer se siente inmediatamente atraída por el vocalista, Nikolai Wolf (Adam Brody). Poco antes del concierto, Nikolai y Jennifer intercambian palabras y él llega a la conclusión de que Jennifer es todavía virgen, aunque por conversaciones anteriores con su amiga, Jennifer deja en claro que no. Cuando la banda está tocando, el local se empieza a incendiar y acaba con la vida de muchas personas presentes. Las amigas logran salir de inmediato, pero Jennifer está en shock y Needy trata de traerla en sí. Aún en shock, Jennifer accede a irse con la banda en su camioneta ignorando a Needy, quien le dice que no vaya. Esa misma noche, Jennifer aparece cubierta de sangre en la cocina de Needy y, sin decir una palabra, empieza a comerse un pollo del refrigerador, vomita un extraño líquido negro y viscoso, y se va rápidamente.
A la mañana siguiente, mientras los habitantes del pueblo están devastados por la tragedia, Jennifer se muestra indiferente, niega lo sucedido en casa de Needy y le aconseja a ésta que se olvide del asunto. Más adelante, Jennifer seduce al capitán del equipo de fútbol americano, para luego matarlo en el bosque y beber su sangre con parte de sus órganos. Mientras tanto, los miembros de Low Shoulder ganan popularidad por falsos rumores de su heroísmo durante la tragedia.
Un mes después, Jennifer luce enferma y pálida. Colin, un compañero emo de la escuela, la invita a salir en una cita. Luego, Jennifer lo mata y lo devora en una casa abandonada. Mientras tanto, Needy está teniendo sexo con su novio Chip, cuando percibe que algo tenebroso sucede, así que sale rápidamente en su carro y casi atropella a Jennifer, a quien ve cubierta de sangre. Más tarde, Jennifer aparece en el cuarto de Needy luciendo saludable como antes, y en medio de la confusión de Needy, ambas se besan. Jennifer le cuenta lo que ocurrió la noche de la tragedia: los miembros de la banda Low Shoulder la llevaron a la famosa catarata y la apuñalaron con la intención de entregar una virgen en sacrificio a Satanás, a cambio de ganar fama y fortuna. Aunque el pacto dio frutos para los chicos, al no ser virgen, Jennifer fue poseída por un demonio. Esa misma noche, de regreso, ella se encontró con un estudiante de intercambio, a quien hizo su primera víctima. Ésta le confiesa además que después de comer, puede soportar cualquier lesión sin dolor y curarse instantáneamente.
Al día siguiente, Neddy investiga y determina que Jennifer fue poseída por un súcubo que debe alimentarse de personas, a su vez lee que la única forma de detenerla es matarla con un puñal en el corazón mientras no ha comido y está debilitada. Ella le cuenta todo a Chip y le advierte de no asistir al baile escolar de graduación, éste no le cree, entonces ella rompe con él para protegerlo. Chip decide ir al baile de todos modos y en el camino es interceptado por Jennifer, quien lo seduce y lo lleva a una instalación con piscina abandonada. Neddy la encuentra devorando a Chip y pelea con ella. Chip, moribundo, atraviesa a Jennifer en el estómago con un limpiador de piscina, haciendo que huya de ahí. Chip después muere frente a Needy.
Needy busca a Jennifer en su casa, donde tras un enfrentamiento le apuñala el corazón. La mamá de Jennifer encuentra la escena y Needy queda detenida en una correccional, de la cual posteriormente escapa gracias a su capacidad de levitar y a su fuerza sobrehumana, poderes que obtuvo después de que Jennifer la mordiera durante la pelea. Needy tiene sed de venganza contra la banda Low Shoulder, así que se escapa de la correccional y, mientras camina en una carretera, se revelan los objetos que tiraron en el remolino de la catarata, como las pelotas de goma que tiraron los científicos y un cuchillo que la banda traía al apuñalar a Jennifer previamente, y después se pone en pie al hotel donde se están hospedando los miembros para asesinarlos a todos.
Durante los créditos aparecen los cadáveres de los miembros de la banda y la policía revisando la escena del crimen y, en una cámara de seguridad del hotel, se ve a Needy saliendo del hotel mientras que las chicas fanáticas de la banda van a pedirles autógrafos, pero al entrar a la habitación se escuchan sus gritos de terror al ver los cadáveres.

## Elenco y personajes
- Megan Fox como Jennifer Check:

Fox fue elegida oficialmente en octubre de 2007. Dijo que la razón por la que aceptó el papel fue que le gustaba el guion: "Creo que lo que más me gustó de la película es que no se disculpa y que es completamente inapropiada en todo momento"... "[Sobre el personaje] es divertido poder decir la mierda que tiene que decir y salir impune y cómo la gente la encuentra encantadora". En cuanto a la mezcla de terror y humor en la película, dijo que confiaba ciegamente en Diablo Cody y la dirección de Karyn Kusama para llevarlo a cabo. Para prepararse, Fox bajó 17 libras y se mantuvo fuera del sol para mantener su piel pálida.
- Amanda Seyfried como Anita "Needy" Lesnicki:

Seleccionada en febrero de 2008. Seyfried dijo que fue un alivio interpretar al personaje nerd opuesto a Fox, ya que no tuvo que preocuparse por verse atractiva: "Siendo una protagonista (como Megan), tienes esa extraña presión de sentir que tienes que verte atractiva [...] No quiero interpretar a con quien se supone todos quieren tener relaciones sexuales".
- Johnny Simmons como Chip Dove.
- J. K. Simmons como Sr. Wroblewski.
- Amy Sedaris como Toni Lesnicki.
- Adam Brody como Nikolai:

Chud.com informó que los realizadores querían a Pete Wentz o Joel Madden, miembros reales de las bandas de rock Fall Out Boy y Good Charlotte respectivamente, para interpretar al vocalista masculino Nikolai Wolf. Chad Michael Murray también fue considerado para el papel. En marzo de 2008 se informó que Johnny Simmons fue elegido como Nikolai. Sin embargo, Brody fue elegido para el papel de Nikolai y Simmons recibió el de Chip Dove. El actor recibió un par de lecciones de canto, pero al final la voz cantante del personaje fue hecha por Ryan Levine, quien interpretó a otro miembro de la banda.
- Kyle Gallner como Colin Gray.
- Cynthia Stevenson como Sra. Dove.
- Chris Pratt como el oficial Roman Duda.
- Carrie Genzel como Sra. Check.
- Juan Riedinger como Dirk.
- Juno Ruddell como el oficial Warzak.
- Valerie Tian como Chastity.
- Aman Johal como Ahmet de India.
- Josh Emerson como Jonas Kozelle
- Lance Henriksen como el conductor cerca del final de la película.

## Producción

### Desarrollo
Jennifer's Body es la continuación de los esfuerzos de colaboración entre los escritores y productores Diablo Cody y Jason Reitman en Juno. En octubre de 2007, Fox Atomic adquirió de forma preventiva los derechos del guion de Cody con Megan Fox como protagonista. Peter Rice, que en ese momento supervisó Fox Searchlight y Fox Atomic, trajo el proyecto cuando Fox Searchlight había distribuido previamente la película Juno de Cody. Dan Dubiecki, socio productor de Mason Novick y Reitman, firmaron como productores en noviembre de 2007 con planes de producir la película bajo Hard C, que se encuentra en Fox Searchlight. Reitman comentó, "Queremos hacer películas inusuales, y todo lo que hace que un género en su oreja sea interesante para Dan y para mí". Karyn Kusama fue anunciada como directora en enero de 2008. Kusama dijo que ella se unió al proyecto debido al guion. "Tuve la suerte de leer este guion en un momento en el que los productores se estaban reuniendo con directores y simplemente me dejó fuera de lugar. Era tan original, tan imaginativo", afirmó. "De eso se trata este guion y el mundo es que se siente como un cuento de hadas convertido en psicótico y creo que de eso es de lo que realmente empezaron la mayoría de los cuentos de hadas". Además, Cody, Reitman y Kusama sabían que la película tendría una calificación R debido al lenguaje.
En febrero de 2008, se dio un alto y desistimiento a un escritor en CC2K.us después de que publicase una reseña avanzada del guion de la película. The Latino Review también publicó una reseña previa. En el momento en que CC2K.us recibió su orden de cese y desistimiento, surgieron preguntas sobre por qué la revisión de guiones de Latino Review en gran medida positiva se permitió permanecer publicada mientras Fox Searchlight obligaba a CC2K a eliminar su cobertura principalmente negativa. Aunque luego se le pidió a Latino Review que eliminara su revisión, muchos otros sitios web y blogs publicaron sus propias críticas al guion.
Cody declaró que al escribir el guion, "simultáneamente estaba tratando de rendir homenaje a algunas de las convenciones que ya hemos visto con horror, pero al mismo tiempo, de alguna manera ponerlas en su oreja". Una de sus influencias del género de terror de los 80 fue la película The Lost Boys. Ella quería "honrar eso, y al mismo tiempo, [ella] nunca había visto realmente este subgénero particular hecho con chicas y [ella] trató de hacer un poco de ambas". A pesar de esto, dijo que había notado que "el último sobreviviente en la típica película de terror es una mujer" y que por eso siente que "el terror siempre ha tenido un ángulo feminista de una manera extraña y, al mismo tiempo, es deliciosamente explotadora". Jennifer's Body pudo jugar en ambos aspectos.
Cody dijo que quería que la película hablara sobre el empoderamiento femenino y explorara las complejas relaciones entre los mejores amigos. "Karyn Kusama y yo somos feministas abiertas. "Quisimos subvertir el modelo de horror clásico de mujeres aterrorizadas. Quiero escribir papeles que sirvan a las mujeres. Quiero contar historias desde una perspectiva femenina. Quiero crear buenas partes para actrices donde no sean solo accesorios para hombres." Dirigiéndose al género de terror "dominado por hombres", Cody dijo que "una razón clave para escribir la película era traer a la pantalla una nueva forma de expresar la intensidad de los enlaces femeninos" and that the adolescent female friendships she experienced were unparalleled in their intensity. y que las amistades femeninas adolescentes que ella experimentó eran incomparables en su intensidad. Ella quería mostrar el aspecto "casi horrible" de tal devoción y su relación con el parasitismo.

Los productores decidieron tener la película abierta con la declaración "El infierno es una adolescente" para reflejar los "horrores" de la pubertad y que "las emociones infernales sentidas durante la escuela secundaria a menudo reaparecen cuando las adolescentes se transforman en mujeres jóvenes". Cody declaró: 
Ahí está la escena donde Jennifer está sentada sola untando maquillaje en su cara. Siempre pensé que era una imagen tan triste. Ella es tan vulnerable. No conozco a ninguna mujer que no haya tenido un momento sentada frente al espejo y pensando, 'Ayúdame, quiero ser otra persona'. Lo que lo hace más afectado es que [Megan Fox] es impresionante.
Cody creó la historia para seguir una noche que termina en un trágico incendio, después de lo cual Jennifer es secuestrada y montada como un sacrificio que sale mal. Jennifer, ahora poseída por un demonio y posteriormente alterada en un súcubo, se lanza a un sangriento alboroto en el que devora muchachos, y le toca a Needy detenerla. En una especie de aspecto reverso de cómo la pubertad cambia la vida de una chica, Jennifer debe consumir la sangre de los demás una vez al mes o se debilita y se verá lisa y llanamente.

## Recepción

### Respuesta crítica
La película recibió críticas mixtas de los críticos. Rotten Tomatoes informa que el 43% de los críticos le dieron a la película comentarios positivos basados en 173 comentarios, con una calificación promedio de 5.1/10. El consenso del sitio web dice: «Jennifer's Body presenta ocasionalmente un diálogo ingenioso, pero la premisa de terror / cómic no puede ser divertida ni atemorizante para satisfacer». En Metacritic, que asigna una calificación normalizada de 100 a las críticas de los principales críticos, la película tiene un puntaje mixto/promedio de 47 basado en 29 críticas. Las audiencias encuestadas por CinemaScore dieron a la película una C en una escala de A a F.
Roger Ebert del Chicago Sun-Times dio tres puntos sobre cuatro al film diciendo: «Justo lo que estábamos esperando: Crepúsculo para chicos, con Megan Fox en el papel de Robert Pattinson [...] No es arte [...] pero para ser una película sobre una animadora caníbal, es mejor de lo que debiera ser».
Desde el The New York Times se dijo: «La película merece -y es probable que lo consiga- ser de culto con seguidores devotos, a pesar de sus fallos».
Peter Travers de Rolling Stone le dio una puntuación de 3/4 y publicó: «¡Caliente, caliente! [...] Es el ingenio en el guion de Diablo Cody (Juno) lo que sigilosamente te engancha. [...] Fox exhibe una vena cómica que Transformers nunca investigó. Y Cody conoce el terror de ser adolescente».

### Taquilla
Aunque se esperaba que la película atrajera a un número significativo de la audiencia de adolescentes y jóvenes, particularmente hombres de 17 años o más, mientras que Cody esperaba una gran participación femenina, obtuvo una "decepcionante" $2.8 millones en su apertura del viernes y $6.8 millones su fin de semana de apertura en la taquilla de América del Norte; la película se colocó en el puesto #5, mientras que la película animada en 3D Cloudy with a Chance of Meatballs se colocó en el puesto #1 con $30.1 millones. Producido con $ 16 millones, Jennifer's Body logró atraer al considerable público femenino que Cody quería; 51% eran mujeres, con 70% de la audiencia menores de 25 años. Se esperaba que la película se beneficiara en cierto modo de su escena de besos lésbicos, fuertemente publicitada entre Fox y Seyfried, que, además de ser Fox en la película, atraía y atraía con éxito a los espectadores masculinos. La crítica de Jim Vejvoda en IGN declaró que tal escena no es tan impactante como lo fue en décadas pasadas y no se puede esperar que atraiga significativamente a una audiencia. La película recaudó $16.204.793 a nivel nacional y $15.351.268 en ventas internacionales, por un total mundial de $31.556.061.
Los analistas y críticos de taquilla debatieron sobre el bajo rendimiento de la película. El analista Jeff Bock, de Expositor Relations, razonó que la película tuvo un rendimiento inferior en la taquilla debido a dos razones; el primero, dijo, es el género. Bock declaró que los estadounidenses tienen horror y comedia, pero con la idea "de esas dos cosas juntas en un solo lugar, la gente de repente se vuelve muy tonta".

## Banda sonora
La banda sonora de la película fue lanzado por Fueled by Ramen el 25 de agosto de 2009, y contó con la música publicada anteriormente por varias bandas de indie rock y alternative rock como White Lies, Florence + The Machine, Silversun Pickups y Black Kids. También presenta a la banda pop punk All Time Low y al cantante de electropop Little Boots. Además, el álbum presenta nuevas canciones de artistas de pop rock como Cobra Starship y Panic! at the Disco y la cantante principal de Paramore, Hayley Williams. El primer sencillo de la banda sonora es "New Perspective" de Panic! at the Disco.
El álbum recibió una calificación de 3 de 5 de Allmusic, quien describió el álbum como "un giro ligeramente diferente, mezclando indie con el punk, emo y metal más esperado". Mike Diver de BBC escribió una crítica desfavorable del álbum, afirmando que: "Este surtido de actos no dice nada de su película original, más allá de la referencia ocasional a los días de escuela y asientes con la cabeza hacia algo desagradable que viene por aquí".
La secuencia final de la película presenta una canción, "Violet", del álbum Live Through This de Hole. Este mismo álbum también presenta una canción titulada "Jennifer's Body". En total, la película presenta 22 canciones, la mayoría de las cuales están incluidas en la banda sonora.
| [ 37 ] |                                                            |                                                                             |                         |          |  |
| N.º    | Título                                                     | Escritor(es)                                                                | Artista                 | Duración |  |
| 1.     | «Kiss with a Fist»                                         | Matt Allchin, Florence Welch                                                | Florence + the Machine  | 2:04     |  |
| 2.     | «New Perspective»                                          | John Feldmann, Brendon Urie                                                 | Panic! at the Disco     | 3:47     |  |
| 3.     | «Teenagers»                                                | Hayley Williams                                                             | Hayley Williams         | 2:05     |  |
| 4.     | «New in Town»                                              | Victoria Hesketh, Greg Kurstin                                              | Little Boots            | 3:16     |  |
| 5.     | «Finishing School»                                         | Chris Carrabba                                                              | Dashboard Confessional  | 3:25     |  |
| 6.     | «Through the Trees»                                        | Andrew Ampaya, Ryan Levine                                                  | Low Shoulder            | 5:04     |  |
| 7.     | «Time»                                                     | Cute Is What We Aim For, Feldmann, Shaant                                   | Cute Is What We Aim For | 3:57     |  |
| 8.     | «I Can See Clearly Now»                                    | Johnny Nash                                                                 | Screeching Weasel       | 2:17     |  |
| 9.     | «Chew Me Up and Spit Me Out»                               | Cobra Starship, Sam Hollander, Dave Katz                                    | Cobra Starship          | 3:57     |  |
| 10.    | «Toxic Valentine»                                          | Alex Gaskarth, Jimmy Harry, Tony Kanal                                      | All Time Low            | 2:52     |  |
| 11.    | «I'm Not Gonna Teach Your Boyfriend How to Dance with You» | Black Kids                                                                  | Black Kids              | 3:37     |  |
| 12.    | «Death»                                                    | Jack Brown, Charles Cave, Harry McVeigh                                     | White Lies              | 5:00     |  |
| 13.    | «Celestial Crown»                                          | JD Cronise                                                                  | The Sword               | 2:00     |  |
| 14.    | «Little Lover's So Polite»                                 | Brian Aubert, Christopher Guanlao, Joseph Lester, Nicole Monninger          | Silversun Pickups       | 4:59     |  |
| 15.    | «Ready for the Floor»                                      | Alexis Benjamin Taylor, Owen Clarke, Al Doyle, Joseph Goddard, Felix Martin | Lissy Trullie, Hot Chip | 4:00     |  |

| Deluxe version |                                   |                     |          |  |
| N.º            | Título                            | Artista             | Duración |  |
| 16.            | «Violet»                          | Hole                | 3:25     |  |
| 17.            | «In the Flesh»                    | Low Shoulder        | 2:41     |  |
| 18.            | «Running After Chip»              | Theodore Shapiro    | 2:29     |  |
| 19.            | «New Perspective» (Video musical) | Panic! at the Disco | 3:47     |  |